# Лозанн Тауншип (округ Карбон, Пенсільванія)
Лозанн Тауншип (англ. Lausanne Township) — селище (англ. township) в США, в окрузі Карбон штату Пенсільванія. Населення — 228 осіб (2020).

## Демографія
Згідно з переписом 2010 року, у селищі мешкало 237 осіб у 96 домогосподарствах у складі 68 родин. Було 117 помешкань
Расовий склад населення:
| - 97,0 % — білих - 0,8 % — чорних або афроамериканців - 0,8 % — азіатів |

До двох чи більше рас належало 1,3 %. Частка іспаномовних становила 0,0 % від усіх жителів.
За віковим діапазоном населення розподілялося таким чином: 20,3 % — особи молодші 18 років, 63,2 % — особи у віці 18—64 років, 16,5 % — особи у віці 65 років та старші. Медіана віку мешканця становила 45,9 року. На 100 осіб жіночої статі у селищі припадало 89,6 чоловіків;  на 100 жінок у віці від 18 років та старших — 103,2 чоловіків також старших 18 років.
Середній дохід на одне домашнє господарство  становив 62 894 долари США (медіана — 50 000), а середній дохід на одну сім'ю — 65 577 доларів (медіана — 57 500). За межею бідності перебувало 27,0 % осіб, у тому числі 51,1 % дітей у віці до 18 років та 3,4 % осіб у віці 65 років та старших.
Цивільне працевлаштоване населення становило 111 осіб. Основні галузі зайнятості: освіта, охорона здоров'я та соціальна допомога — 21,6 %, виробництво — 14,4 %, транспорт — 13,5 %.